# Megan Donahue
Megan Donahue es una astrónoma estadounidense que estudia galaxias y cúmulos de galaxias. Es profesora de física y astrofísica en la Universidad Estatal de Míchigan y presidenta de la Sociedad Estadounidense de Astronomía para el período 2018-2020.

## Educación y carrera
Donahue se graduó en física en el Instituto de Tecnología de Massachusetts en 1985 y se doctoró en astrofísica en la Universidad de Colorado en Boulder en 1990 bajo la supervisión de J. Michael Shull y John T. Stocke. Después de una investigación postdoctoral en el Instituto Carnegie para Ciencias, se unió al Space Telescope Science Institute para una segunda visita postdoctoral en 1993, y permaneció allí hasta que se unió al profesorado de la Universidad Estatal de Míchigan en 2003.

## Libros
Es coautora de tres libros de la serie Perspectivas Cósmicas de Pearson de libros de texto de astronomía: The Cosmic Perspective (8ª ed., 2016, también publicado como dos volúmenes separados), The Essential Cosmic Perspective (7ª ed., 2014) The Cosmic Perspective Fundamentals (2ª ed., 2015). 

## Premios y honores
Donahue fue la ganadora en 1993 del Premio Robert J. Trumpler a la mejor tesis doctoral reciente en astronomía. En 2012, se convirtió en miembro de la Asociación Estadounidense para el Avance de la Ciencia, y en 2016 fue elegida como miembro de la Sociedad Estadounidense de Física.